# Nef (schip)
De nef was een zeeschip uit de middeleeuwen. Aanvankelijk was het een snek, een klein Vikingachtig schip met scherpe steven, dat in de Middellandse Zee nave of nao genoemd werd, van het Latijnse navis dat schip betekent. Nefs werden overnaads gebouwd met een mast met een razeil. Het had een los kasteel op het voor- en achterschip. In de loop van de 13e eeuw werd het zijroer aan stuurboord vervangen door een stevenroer.
De nef groeide in de late middeleeuwen uit tot een groot gladboordig zeeschip met twee dwarsscheepse masten en één Latijngetuigd. Het schip raakte in onbruik en werd vervangen door de kraak en hulk.
Het was een van de klassieke vrachtschepen van West-Europa net als de kogge. Tijdens de kruistochten werd de nef veel gebruikt voor het transport van troepen. De Santa María van Christoffel Columbus werd door hemzelf nef of nao genoemd, maar was een kleine kraak.